# Disconectes curtus
Disconectes curtus är en kräftdjursart som först beskrevs av Vanhoeffen 1914.  Disconectes curtus ingår i släktet Disconectes och familjen Munnopsidae. Inga underarter finns listade i Catalogue of Life.